# Elitserien i handboll för damer 1998/1999
Elitserien i handboll för damer 1998/1999 spelades som grundserie 19 september-13 december 1998 och vanns av Sävsjö HK, och som fortsättningsserie 6 januari-13 mars 1999, vilken också den vanns av Sävsjö HK. Sävsjö HK vann sedan även det svenska mästerskapet efter slutspel.

## Sluttabell[1]

### Grundserien
| Nr | Lag                   | Matcher | Vinst | Oavgjort | Förlust | +/-     | Poäng |
| -- | --------------------- | ------- | ----- | -------- | ------- | ------- | ----- |
| 1  | Sävsjö HK             | 16      | 14    | 1        | 1       | 463-313 | 29    |
| 2  | IK Sävehof            | 16      | 13    | 1        | 2       | 342-251 | 27    |
| 3  | Skuru IK              | 16      | 13    | 1        | 2       | 351-294 | 27    |
| 4  | Irsta Västerås        | 16      | 10    | 3        | 3       | 352-296 | 23    |
| 5  | Spårvägens HF         | 16      | 7     | 2        | 7       | 326-304 | 16    |
| 6  | HP Warta              | 16      | 7     | 2        | 7       | 323-338 | 16    |
| 7  | Team Skåne EIK        | 16      | 6     | 2        | 8       | 343-355 | 14    |
| 8  | Stockholmspolisens IF | 16      | 6     | 1        | 9       | 300-310 | 13    |
| 9  | Skånela IF            | 16      | 5     | 0        | 11      | 328-369 | 10    |
| 10 | Kungälvs HK           | 16      | 5     | 0        | 11      | 303-368 | 10    |
| 11 | HF Norrköping         | 16      | 2     | 1        | 13      | 251-358 | 5     |
| 12 | Skövde HF             | 16      | 0     | 2        | 14      | 260-387 | 2     |

### Fortsättningsserien
| Nr | Lag                   | Matcher | Vinst | Oavgjort | Förlust | +/-     | Poäng |
| -- | --------------------- | ------- | ----- | -------- | ------- | ------- | ----- |
| 1  | Sävsjö HK             | 30      | 28    | 1        | 1       | 843-600 | 57    |
| 2  | IK Sävehof            | 30      | 22    | 2        | 6       | 640-511 | 46    |
| 3  | Irsta Västerås        | 30      | 17    | 5        | 8       | 647-581 | 39    |
| 4  | Skuru IK              | 30      | 18    | 3        | 9       | 660-606 | 39    |
| 5  | Stockholmspolisens IF | 30      | 12    | 3        | 15      | 588-595 | 27    |
| 6  | Spårvägens HF         | 30      | 12    | 2        | 16      | 595-617 | 26    |
| 7  | Team Skåne EIK        | 30      | 10    | 3        | 17      | 642-669 | 23    |
| 8  | HP Warta              | 30      | 9     | 2        | 19      | 588-684 | 20    |

## Slutspel om svenska mästerskapet[1]

### Kvartsfinaler: bäst av tre
- 23 mars 1999: Irsta Västerås-Spårvägens HF 23-12
- 23 mars 1999: Skuru IK-Stockholmspolisens IF 20-18

- 27 mars 1999: Stockholmspolisens IF-Skuru IK 27-20
- 28 mars 1999: Spårvägens HF-Irsta Västerås 17-19 (Irsta Västerås vidare med 2-0 i matcher)

- 31 mars 1999: Skuru IK-Stockholmspolisens IF 18-19 (Stockholmspolisens IF vidare med 2-1 i matcher)

### Semifinaler: bäst av tre
- 5 april 1999: IK Sävehof-Irsta Västerås 27-23
- 5 april 1999: Sävsjö HK-Stockholmspolisens IF 27-17
- 8 april 1999: Irsta Västerås-IK Sävehof 17-19 (IK Sävehof vidare med 2-0 i matcher)
- 8 april 1999: Stockholmspolisens IF-Sävsjö HK 22-24 (Sävsjö HK vidare med 2-0 i matcher)

### Finaler: bäst av fem
- 14 april 1999: Sävsjö HK-IK Sävehof 22-15
- 17 april 1999: IK Sävehof-Sävsjö HK 22-21
- 20 april 1999: Sävsjö HK-IK Sävehof 18-15
- 22 april 1999: IK Sävehof-Sävsjö HK 15-21 (Sävsjö HK svenska mästarinnor med 3-1 i matcher)

## Skytteligan
- Eva Olsson, Irsta Västerås - 27 matcher, 157 mål[2] (29 på straffkast)

### Fotnoter
1. 1 2   Handbollbokem 1999/2000. 1999. sid. 180
2. ↑  ”Skyttedrottningar 1984–2012”. Svenska Handbollsförbundet. 2011 – 2012. Arkiverad från originalet den 21 april 2013. https://web.archive.org/web/20130421230635/http://www.svenskhandboll.se/ImageVaultFiles/id_2945/cf_31/Elit_Damer_Skyttedrottningar.PDF. Läst 29 juni 2014.